# Кияниця Василь Сергійович
Василь Сергійович Кияниця (народився 31 березня 1919 в містечку Носівка, Чернігівської області — помер 27 липня 1995) — учасник Німецько-радянської війни з 1941 по 1945, механізатор колгоспу ім. Енгельса в місті Носівка, кавалер орденів «Знак Пошани», «Трудового Червоного Прапора», «Вітчизняної війни II ступеню».

## Життєпис
Народився в сім'ї потомственних ковалів. Батько — Кияниця Сергій Іванович, мати — Кияниця Дарія Артемівна.
Закінчив 7 класів Носівської школи. Працював бригадиром слюсарів у Дарницькому вагоноремонтному заводі.
10 жовтня 1939 року був призваний до лав Червоної армії. З 1941 по 1942 у час Німецько-радянської війни брав участь в обороні Москви. Був поранений. Лікувався в госпіталях. Війну закінчив у Берліні в 1945 році. Демобілізувався у березні 1946 року.
З 1946 року і до початку 90-х працював механізатором Носівського колгоспу імені Енгельса. Був ланковим механізованих ланок по вирощуванню кукурудзи, картоплі, гречки.
Дружина: Кияниця Анастасія Іванівна (1928—2005) — телефоністка Носівського вузла зв'язку з 1943 по 1990.
Син: Кияниця Василь Васильович (нар. 1950) — український педагог, спортсмен і громадський діяч. Майстер спорту СРСР, суддя всесоюзної категорії, відмінник освіти УРСР (1981) та України (1997), директор Носівської районної станції юних техніків (з 1972). Депутат Носівської міськради з початку 1990-х.

## Відзнаки
За високі врожаї вирощуваних культур був нагородженим орденом «Знак Почета» (№ 812811 від 15 грудня 1972 р) та орденом «Трудового Красного Знамени» (№ 1021211 від 6 березня 1981 р.).
Також був відзначений медалями: «За победу над Германией в Великой Отечественно войне 1941—1945 гг.» (Указ Президиума ВС СССР от 9.05.1945 г.).  «Тридцать лет победы в ВОВ 1941—1945 гг.» (1977), «Сорок лет победы в ВОВ 1941—1945 гг.» (1985), «За доблестный труд» (1970), «70 лет Вооруженных Сил СССР» (1988).
В 1985 році нагороджений орденом «Отечественной войны II степени» (№ 1189341).